# Festival de Cinema de Tribeca

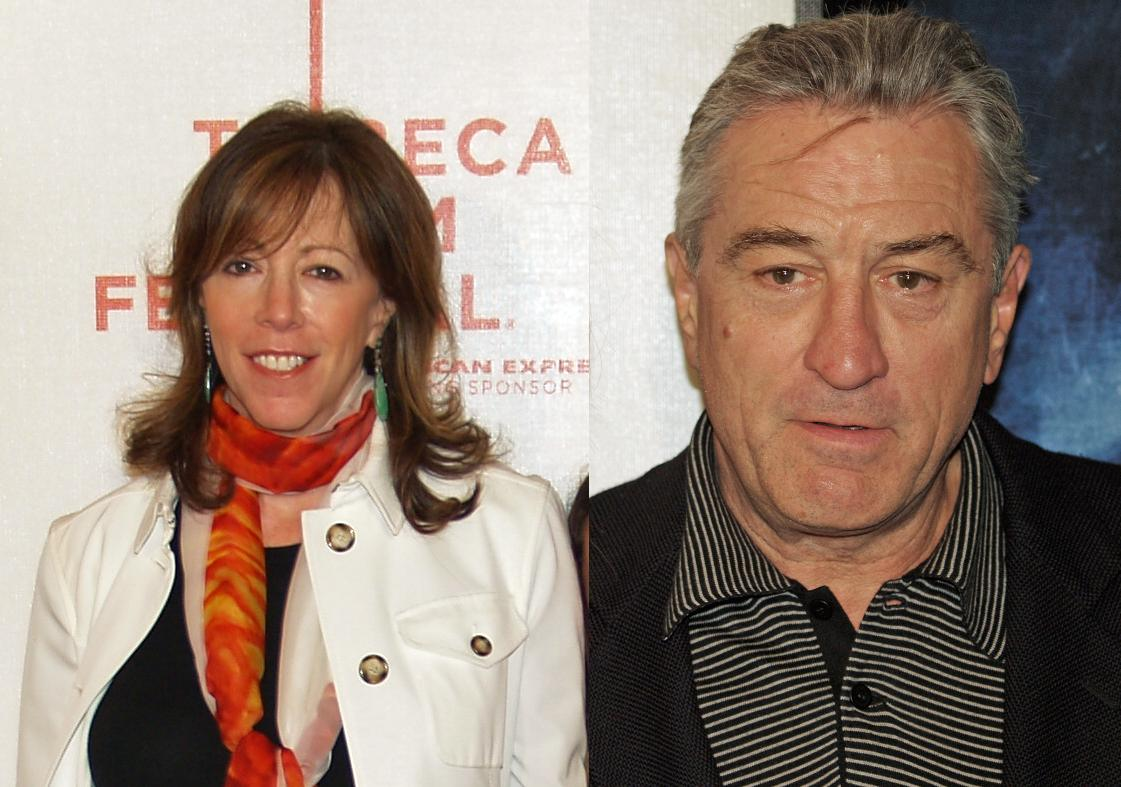
Jane Rosenthal i Robert De Niro

Festival de Cinema de Tribeca (El Festival de Cinema de TriBeCa (en anglès, TriBeCa Film Festival) fou creat l'any 2002 per la productora cinematogràfica Jane Rosenthal i per l'actor Robert De Niro en resposta als atacs de l'11 de setembre del 2001 i la pèrdua de vitalitat del barri novaiorquès de Tribeca que en va ser una conseqüència.

## Història
L'edició inaugural del festival fou portada a terme exitosament amb només 120 dies després d'haver estat planejada i amb l'ajuda de més de 1.300 voluntaris. En ell hi participaren diversos prometedors cineastes i acudiren més de 150.000 persones, generant més de 10.4 milions de dòlars en beneficis pels comerciants de TriBeCa. El Festival amb competències de pel·lícules narratives, documentals i curtmetratges, a més d'una sèrie de films Clàssics restaurats, una altra sèrie amb El millor de Nova York (a cura de Martin Scorsese), tretze panells de discussió, un festival familiar d'un dia de durada i les estrenes de Star wars episodio II, About a boy, Insomnia, Divine secrets of the Ya-Ya sisterhood i A league of ordinary gentlemen.
La segona versió del Festival de TriBeCa va atraure a més de 300.000 espectadors i produí prop de 50 milions de dòlars per l'economia local. Realitzat el maig de 2003, el Festival exhibí un extens grup de pel·lícules independents, documentals i curtmetratges provinents de diversos llocs del món. També incloïa estrenes de films d'estudi, panells de discussió, concerts de música i comèdia, un festival familiar, activitats esportives i projeccions de pel·lícules en l'exterior, al llarg del riu Hudson. El festival familiar, portat a terme durant dos caps de setmana, fou on es mostraren pel·lícules per a infants, es llegiren contes, hi hagué panells familiars, tallers i jocs interactius que culminaren en una fira de carrer a la que s'estima que hi assistiren unes 250.000 persones.
En un esforç per portar els films independents a la quantitat més gran de públic possible, l'any 2006 el Festival expandí el seu braç en la ciutat de Nova York i internacionalment. En aquesta ciutat, TriBeCa projectà més de 1.000 pel·lícules a través de Manhattan. Internacionalment, TriBeCa portà films del Festival de Cine de Roma. Com a part de les celebracions en la capital italiana, al festival de TriBeCa se li atorgà per primera vegada el premi Steps and Stars, presentat en la Plaça d'Espanya.

## Millor Pel·lícula Narrativa
- 2013 – The Rocket, dirigida per Kim Mordaunt
- 2012 – War Witch, dirigida per Kim Nguyen
- 2011 – She Monkeys, dirigida per Lisa Aschan
- 2010 – When We Leave, dirigida per Feo Aladag
- 2009 – About Elly, dirigida per Asghar Farhadi
- 2008 – Let the Right One In, dirigida per Tomas Alfredson
- 2007 – My Father My Lord, dirigida per David Volach
- 2006 – Iluminados por el fuego, dirigida per Tristán Bauer
- 2005 – Stolen Life, dirigida per Li Shaohong
- 2004 – Green Hat, dirigida per Liu Fendou
- 2003 – Blind Shaft, dirigida per Li Yang (director)
- 2002 – Roger Dodger, dirigida per Dylan Kidd

## Millor Nou Cineasta Narratiu
- 2013 – Emanuel Hoss - Desmarais for Whitewash
- 2012 – Lucy Mulloy - Una Noche
- 2011 – Park Jungbum - The Journals of Musan
- 2010 – Kim Chapiron - Dog Pound
- 2009 – Rune Denstad - Langlo for North
- 2008 – Huseyin Karabey - My Marlon and Brando
- 2007 – Enrique Begne - Two Embraces
- 2006 – Marwan Hamed - The Yacoubian Building
- 2005 – Alicia Scherson - Play
- 2004 – Liu Fendou - Green Hat
- 2003 – Valeria Bruni Tedeschi - Il est plus facile pour un chameau
- 2002 – Eric Eason - Manito

## Millor Actor en una Pel·lícula Narrativa
- 2013 – Sitthiphon Disamoe, The Rocket
- 2012 – Dariel Arrechada i Javier Nuñez Florian, Una Noche'
- 2011 – Ramadhan "Shami", Bizimana in Grey Matter
- 2010 – Eric Elmosnino en Gainsbourg (Vie héroïque)
- 2009 – Ciarán Hinds a The Eclipse
- 2008 – Thomas Turgoose i Piotr Jagiello pels rols en Somers Town
- 2007 – Lofti Ebdelli al Making Of. (Akher film)
- 2006 – Jürgen Vogel a Der Freie Wille
- 2005 – Cees Geel a Simon
- 2004 – Ian Hart a Blind Flight
- 2003 – Igor Bareš en Výlet i Ohad Knoller en Yossi & Jagger

## Millor Actriu en una Pel·lícula Narrativa
- 2013 – Veerle Baetens, a The Broken Circle Breakdown
- 2012 – Rachel Mwanza, a War Witch
- 2011 – Carice van Houten, a Black Butterflies
- 2010 – Sibel Kekilli, a When We Leave
- 2009 – Zoe Kazan, a The Exploding Girl
- 2008 – Eileen Walsh, a Eden
- 2007 – Marina Hands, a Lady Chatterley
- 2006 – Eva Holubová, a Holiday Makers
- 2005 – Felicity Huffman, a Transamerica
- 2004 – Fernanda Montenegro, a Outro Lado da Rua
- 2003 – Valeria Bruni Tedeschi, a Il est plus facile pour un chameau

## Millor Pel·lícula Documental
- 2013 – The Kill Team, dirigida per Dan Krauss
- 2012 – The World Before Her, dirigida per Nisha Pahuja
- 2011 – Bombay Beach, dirigida per Alma Har'el
- 2010 – Monica & David, dirigida per Alexandra Codina
- 2009 – Racing Dreams, dirigida per Marshall Curry
- 2008 – Pray the Devil Back to Hell, dirigida per Gini Reticker
- 2007 – Taxi to the Dark Side, dirigida per Alex Gibney
- 2006 – The War Tapes, dirigida per Deborah Scranton
- 2005 – El Perro Negro: històries de la Guerra Civil espanyola, dirigida per Péter Forgács
- 2004 – Arna's Children, dirigida per Danniel Danniel i Juliano Mer-Khamis i The Man Who Stole My Mother's Face, Cathy Henkel
- 2003 – A Normal Life, dirigida per Elizabeth Chai Vasarhelyi i Hugo Berkeley
- 2002 – Chiefs, dirigida per Daniel Junge

## Millor Nou Cineasta Documental
- 2013 – Sean Dunne per Oxyana
- 2011 – Pablo Croce per Like Water
- 2010 – Clio Barnard per The Arbor
- 2009 – Ian Olds muntador: The Taking of Ajmal Naqshbandi
- 2008 – Carlos Carcass per Old Man Bebo
- 2007 – Vardan Hovhannisyan per A Story of People in War and Peace
- 2006 – Pelin Esmer per The Play
- 2005 – Jeff Zimbalist i Matt Mochary per Favela Rising
- 2004 – Paulo Sacramento per The Prisoner of the Iron Bars: Autoretrats,

## Millor Narrativa Breu
- 2013 – The Nightshift Belongs to the Stars, dirigida per Edoardo Ponti
- 2010 – Father Christmas Doesn't Come Here, dirigida per Bekhi Sibiya
- 2009 – The North Road, dirigida per Carlos Chahine
- 2008 – New Boy, dirigida per Steph Green
- 2007 – The Last Dog in Rwanda, dirigida per Jens Assur
- 2006 – The Shovel, dirigida per Nick Childs
- 2005 – Cashback, dirigida per Sean Ellis
- 2004 – Shock Act, dirigida per Seth Grossman
- 2002 – Bamboleho, dirigida per Luis Prieto

## Millor Documental Curt
- 2010 – White Lines and the Fever: The Death of DJ Junebug, dirigida per Travis Senger
- 2009 – Home, dirigida per Mathew Faust
- 2008 – Mandatory Service, dirigida per Jessica Habie
- 2007 – A Son's Sacrifice, dirigida per Yoni Brook
- 2006 – Native New Yorker, dirigida per Steve Bilich
- 2005 – The Life of Kevin Carter, dirigida Dan Krauss
- 2004 – Sister Rose's Passion, dirigida per Oren Jacoby
- 2003 – Milton Rogovin: The Forgotten Ones, dirigida Harvey Wang
- 2002 – All Water Has a Perfect Memory, dirigida per Natalia Almada

## Premi Visionari d'Estudiants
- 2013 – Life Doesn't Frighten Me, dirigida per Stephen Dunn
- 2010 – Some boys don't leave, dirigida per Maggie Kiley
- 2009 – Small Change, dirigida per Anna McGrath
- 2008 – Elephant Garden, dirida per Sasie Sealy
- 2007 – Good Luck Nedim, dirigida per Marko Santic i Someone Else's War, dirigida per Lee Wang
- 2006 – Dead End Job, dirigida per Samantha Davidson Green
- 2005 – Dance Mania Fantastic, dirigida per Sasie Sealy
- 2004 – Independent Lens (American Made), dirigida per Sharat Raju